# استودیا ایرانیکا
مطالعات ایران یا استودیا ایرانیکا (به فرانسوی: Studia Iranica) مجله‌ای دانشگاهی است که توسط انجمن مطالعات پیشرفتهٔ ایرانشناسی منتشر می‌شود. این مجله، سالانه ۲ شماره منتشر کرده و موضوع‌های آن زبان‌شناسی، واژه‌شناسی، تاریخ، ادبیات، سکه‌شناسی و جامعه شناسی هستند. این مجله دوره مطالعات وقایع زمان (chronological) از پیشاتاریخ تا تاریخ مدرن را پوشش می‌دهد. سرویراستاران این مجله مارسل بزین (استاد دانشگاه ریمز چمپیون-آردن) و رمی بوشارله (دانشگاه لیون) بوده و مقالات به زبان فرانسوی و انگلیسی می‌باشند. این مجله را انتشارات پیترز منتشر می‌کند.